# Strahlungen
Strahlungen là một đô thị trong huyện Rhön-Grabfeld bang Bayern thuộc nước Đức.